# Ешлі Гаррінгтон
Ешлі Гаррінґтон (англ. Ashleigh Harrington, нар.1989 Нанаймо, Британська Колумбія) — канадська акторка і продюсер.

## Біографія
Ешлі Гаррінґтон народилася у Нанаймо, Британська Колумбія. Зірка Дівчата у фільмі, другого сезону серіалу BBC America Поліцейський, мережі Netflix серіалу Гемлокова штольня, фільмів Чорна п'ятниця і Ну що, зіграємо?. 
Гаррінґтон також творець і продюсер вебсеріалу Дівчата у фільмі з актором Джеффом Гаммондом. 

## Фільмографія
| Рік  | Назва                     | Роль    | Примітки                    |
| ---- | ------------------------- | ------- | --------------------------- |
| 2010 | Ну що, зіграємо?          | Анна    |                             |
| 2009 | Чорна п'ятниця            | Ешлі    |                             |
| 2008 | Біг на місці              | Акторка | Також продюсер.             |
| 2007 | Підстрибуючи заради яблук | Чаріті  | Також сценарист і продюсер. |
| 2005 | Пробудження жаху          | Іванна  |                             |

| Рік  | Назва                        | Роль               | Примітки   |
| ---- | ---------------------------- | ------------------ | ---------- |
| 2013 | Поліцейський                 | Айлін              | 3 епізоди  |
| 2013 | Гемлокова штольня            | Ліпс               | 3 епізоди  |
| 2011 | Дівчата у фільмі             | Різні              | 5 епізодів |
| 2008 | Facebook-одкровення Ісус 2,0 | Спокуслива дівчина | 1 епізод   |

## Ланки
- Ешлі Гаррінгтон на сайті IMDb (англ.)